# Bracha Zefira
Bracha Zefira (hebreiska: ברכה צפירה, även transkriberat Braha Tzfira), född 15 april 1910, död 1 april 1990, var en israelisk folksångerska, låtskrivare, musikforskare och skådespelerska av jemenitisk-judisk härkomst. Hon räknas som en av de första som förde in jemenitisk och annan judisk musik från Mellanöstern  i den etniska musikmixen i det brittiska Palestinamandatet, vilket bidrog till att forma en ny “israelisk stil”. Zefira banade därigenom väg för andra jemenitiska sångare att slå igenom på den israeliska musikscenen. Hennes repertoar, som hon själv uppskattade till över 400 sånger, omfattade jemenitisk, bukharansk, persisk, ladino och nordafrikansk judisk folkmusik, samt arabiska och beduinska folkvisor och melodier.
Bracha Zefira föddes i Jerusalem av jemenitisk-judiska föräldrar, men båda dog innan hon fyllde tre år. Hon växte därefter upp i en rad sefardisk-judiska fosterfamiljer i staden, där hon tog till sig varje familjs musikaliska tradition, liksom de lokala arabiska sångerna. På 1930-talet slog hon igenom som stjärna med sina musikaliska tolkningar av jemenitisk och mellanösternjudisk folkmusik, ackompanjerad av västerländska pianostycken av Nahum Nardi. Under 1940-talet inledde hon samarbeten med konstmusiktonsättare som Paul Ben-Haim, Marc Lavry, Alexander Uriah Boskovich, Noam Sheriff och Ben-Zion Orgad, och framförde sina sånger tillsammans med klassiska ensembler och orkestrar.
Hon blev populär både i Palestinamandatet, Europa och USA. År 1966 tilldelades hon Engelpriset för sin musikaliska insats.

## Uppväxt
Bracha Zefira föddes år 1910 i Jerusalem, som då tillhörde det osmanska Mutasarrifatet Jerusalem. Hennes far, Yosef Zefira, hade invandrat år 1877 till Israel från Sanaa i Jemen (som vid den tiden också var del av det Osmanska riket), och bodde i stadsdelen Nachalat Zvi i Jerusalem. Där gifte han sig med Na’ama Amrani, även hon en jemenitisk jude. Na’ama avled i barnsäng när Bracha föddes, och Yosef dog i tyfus när dottern var tre år gammal.
En farbror tog hand om Bracha i Jerusalem, men hon rymde från hans hem redan vid fem års ålder. Hon adopterades därefter av en familj i Bukharim-kvarteret, där hon växte upp bland persisk-judiska grannar. Tre år senare, när familjen flyttade från Jerusalem, kom Bracha att bo hos en änka i stadsdelen Yemin Moshe, där majoriteten av invånarna var sefardiska judar från Thessaloniki. Under sin uppväxt tog Bracha intryck av de religiösa liturgierna, piyyutim och festsångerna från varje grupp hon levde bland – något som senare skulle prägla hennes musikaliska uttryck. Hon hörde även de arabiska sånger som sjöngs i stadens gator, och brukade tillsammans med sina vänner lägga till versrader från hebreiska dikter till dessa melodier.
Hon gick i skola i Gamla staden i Jerusalem,och var också elev vid  Lemelskolan i centrala Jerusalem. I I tonåren började hon studera vid ungdomshemmet Meir Shfeya nära Zikhron Ya’akov i norra Israel. Där upptäcktes hennes musikaliska begåvning av Hadassah lärare och hustru till byns föreståndare. Bracha fick framträda för elever och lärare på fredagskvällarna, då hon sjöng sabbatspsalmer (zemirot). Skolan beslutade att hon borde utveckla sin talang vidare vid musikskolan Kedma i Jerusalem. Men bara några månader efter att hon börjat där, skickade lärarna henne till Tel Aviv för att istället studera teater.
År 1927 antogs Bracha Zefira till Palestinateatern och dess dramastudio, grundad av Menachem Gnessin. Teatern hann dock bara sätta upp några få pjäser innan den lades ned samma år. Hon gick då med i den satiriska teatergruppen HaKumkum (”Kitteln”), där hon spelade och sjöng fram till att gruppen upplöstes 1929.
Henrietta Szold, som då ledde Youth Aliyah, ordnade så att Zefira kunde studera musik och skådespeleri vid Max Reinhardts studio i Berlin. Under sin tid i Tyskland sjöng hon inför flera framstående personer, bland andra Albert Einstein och Max Nordau, och uppträdde även på judiska scener i Berlin. Hon uppträdde alltid barfota och med utsläppt hår, vilket hon förklarade med orden: ”av en längtan att känna jorden”.

## Samarbetet med Nahum Nardi
Zefira träffade den ryskfödde pianisten Nahum Nardi vid ett av hennes framträdanden i Berlins judiska medborgarhus. vid en av sina konserter på det judiska kulturcentret i Berlin. Nardi hade immigrerat till Palestina 1923, men återvänt till Berlin 1929 för att fortsätta sina musikstudier. Zefira bad honom lyssna på några av hennes sånger och improvisera arrangemang till dem. I sin bok skrev hon:
Jag sjöng Bialiks ”Yesh Li Gan” och ”Bein Nahar Prat” för honom, liksom sefardiska piyyutim … och andra sånger som jag var van vid att sjunga från Shefeya. Han lärde sig snabbt, hade ett utmärkt gehör och ett lätt anslag vid pianot, och var bekant med hebreiska texter, om än utifrån ett traditionellt galut-perspektiv (diasporans). Hans spel och de enkla harmonierna elektrifierade mig. Jag kände att sången fått ett nytt ljud …
Duons unika samarbete – där Zefiras orientaliska judiska sånger mötte Nardis västerländska musikarrangemang  – tog sin början med en gemensam konsert i Berlin 1929. Därefter uppträdde de i Polen, Rumänien, Tjeckoslovakien och Österrike.
Nardi skrev arrangemang till de sånger Zefira hade hört under sin uppväxt, bland annat jemenitiska, persiska och bukharisk-judiska sånger, beduinsånger samt melodier från palestinska araber. Zefira sjöng och lade till dramatiska gester i sina framträdanden, något som fick ett positivt mottagande hos kritikerna. I en annons för en av deras konserter i Polen 1929 – publicerad i den jiddischspråkiga tidningen Tagblatt i Lublin – visades ett fotografi av Zefira iförd traditionella jemenitiska kläder och smycken, barfota och med bara armar. Bilden “väckte associationer till myter om kvinnor från Orienten”.
År 1930 återvände paret till Palestina. Zefira fortsatte då att samla in folkvisor från judiska, arabiska och beduinska källor i Mellanöstern, och Nardi arrangerade dessa musikaliskt för piano. Bland hennes informanter fanns äldre kvinnor från mellanösternjudiska samhällen, Yitzhak Navon, från en framstående sefardisk släkt, samt musikologen Yehiel Adaki, själv av jemenitisk bakgrund. Zefira framförde de sefardiska och jemenitiska sångerna på originalspråk, medan de arabiska och beduinska sångerna ofta fick hebreiska sångtexter tillagda. Nardi komponerade också barnvisor. En av deras mest kända konserter bar titeln Mi-Zimrat haaretz (“Sånger från landet”), där de framförde jemenitiska sånger, arabiska visor, herdemelodier, traditionella zemirot, böner och sefardisk musik.
Zefira och Nardi gifte sig 1931 och inledde en framgångsrik karriär,, både i Palestina och internationellt. De uppträdde i konserthus, på kibbutzer och skolor, men även i Alexandria och Kairo i Egypten, på judiska scener i Europa samt i USA. Under en turné i USA 1937 spelade de in tre grammofonskivor för Columbia Records.

### Kulturell påverkan
Det sefardisk-ashkenaziska samarbetet mellan Zefira och Nardi gick i spetsen för den omtalade ”etniska integrationen” inom det palestinska teaterlivet och den lokala musikscenen under slutet av 1920-talet och början av 1930-talet. I Tel Aviv betraktades deras framträdanden som en självklar del av stadens kulturliv. Stora folkmassor samlades vid Beit Ha-Am och Gan Rinah, där duon uppträdde utan mikrofon, scenografi eller orkesterackompanjemang.
Det första radioprogrammet som sändes av Palestine Broadcasting Service från Palace Hotel i Tel Aviv inleddes med att Zefira sjöng La-Midbar Sa’enu, som därmed blev den första sången som sändes i radio i Palestina. Zefira och Nardi medverkade även i ett nyhetssegment år 1936, där de framförde Shir Ha-‘avoda Ve-ha-melakha av Hayim Nahman Bialik.
Zefiras tolkningar och sceniska gestaltning av jemenitisk musiktradition kom att påverka flera europeisk-judiska tonsättare som bidrog med nya verk till den hebreiska visrepertoaren. Medan många folkmelodier från diasporan tidigare avfärdats till förmån för nya sånger på hebreiska, uppfattades de jemenitiska melodierna som det ursprungliga “israeliska idiomet”. Enligt Journal of Synagogue Music betraktades dessutom den jemenitiska kvinnorösten som ett idealiskt uttrycksmedel för framföranden av hebreiska sånger, eftersom den ansågs förmedla en orientaliskt-biblisk klangfärg. Zefira har tillskrivits en nyckelroll i att föra in jemenitisk och annan mellanösternjudisk musik i den mångkulturella musikmixen i det brittiska Palestinamandatet, vilket lade grunden för en ny “israelisk stil” och öppnade vägen för andra jemenitiska sångare att etablera sig på den israeliska musikscenen.

## Andra samarbeten

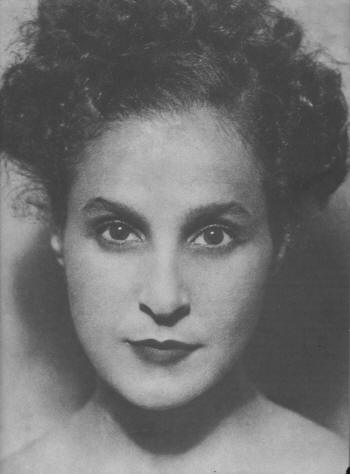
Zefira på 1940-talet

Zefira och Nardi gick skilda vägar både professionellt och privat år 1939. Zefira hade uttryckt en önskan att utöka parets repertoar med verk av andra tonsättare, särskilt Yedidia Admon, Emanuel Amiran och Matityahu Shelem, men Nardi hade vägrat. men Nardi motsatte sig detta. Paret skilde sig samma år, men fortsatte att uppträda tillsammans fram till juli 1939. Därefter började Zefira samarbeta med andra kompositörer, medan Nardi fortsatte sin konsertverksamhet med andra sångare. Han stämde Zefira i syfte att få ensamrätt till deras gemensamma kompositioner, men domstolen gick på Zefiras linje efter att hon bevisat att hon hade samlat in det ursprungliga materialet.
Under det följande decenniet samarbetade Zefira med flera olika tonsättare. Till skillnad från Nardi, som hade improviserat sina arrangemang, bad hon dem att bearbeta melodierna utifrån hennes tolkningar. Dessa kompositörer var i huvudsak verksamma inom konstmusik och skrev verk för piano, kammarmusikensembler och orkestrar. Zefira började nu presentera sig som en klassisk sångerska snarare än popsångerska. Zefira önskade att kompositörerna själva skulle höra sångerna i sina ursprungliga sammanhang, direkt från familjer och medlemmar ur de etniska grupper hon hämtade materialet från. Kompositörerna föredrog dock att höra henne framföra sångerna och utgick ifrån det i sina arrangemang. Paul Ben-Haim kom att skriva totalt 35 arrangemang för Zefira.  Han föredrog sefardisk musik och använde flera av de melodier han lärt sig av henne i sina större verk. Samtidigt har hans och andra tonsättares förhållningssätt till Zefira och hennes musikaliska material kritiserats som ytligt och exotiserande. Ödön Pártos skrev arrangemang för hennes jemenitiska sånger, medan Marc Lavry föredrog att arrangera stycken med en lättare, mer dansvänlig stil. Hanoch Jacoby komponerade flera arrangemang för Zefira, däribland för kammarmusikensemble och även för enbart trumpet. Den brittiske kompositören Benjamin Frankel gjorde arrangemang både för hennes inspelningar med Columbia och för hennes konsert i Wigmore Hall i London år 1948. Hon samarbetade även med  Alexander Uriah Boskovich, Mendel Mahler-Kelkshtein, Noam Sheriff och Ben-Zion Orgad.
Zefira strävade efter att förena österländska melodier med västerländska instrument, men detta samspel var inte alltid friktionsfritt. På skivinspelningar jämnades ofta intonationsskillnader ut eller ignorerades helt, men vid konserter var Zefira inte sällan missnöjd med den västerländska spelstilen och det klangideal som de klassiskt skolade musikerna följde – särskilt hos stråkinstrumenten.  Vid ett tillfälle bad hon musikerna att spela utan vibrato, utan att arpeggiera ackorden och att slå på instrumentens träkroppar med fingrarna – men de vägrade att genomföra detta.
Mellan 1940 och 1947 uppträdde Zefira på konsertscener i Palestina till goda recensioner. År 1942 sjöng hon tillsammans med Palestine Symphony Orchestra, och blev därmed den första solisten att framföra mellanösternjudiska och ladino-sånger med orkestern. År 1948 påbörjade hon en två och ett halvt år lång turné i Europa och USA, som även inkluderade framträdanden i flyktingläger arrangerade av Jewish Agency och American Jewish Joint Distribution Committee. I en recension från The New York Times efter hennes första solokonsert i USA i maj 1949 skrev man att ”det var den exotiska karaktären i hennes tolkningar som gav dem en känsla av något nytt och särskild dragningskraft”. År 1950 deltog hon i Histadrut chanukkafestival på Carnegie Hall. och den 6 april samma år gav hon sin avskedskonsert i Town Hall i New York. Konserten innehöll ”traditionella sånger, folksånger, herdevisor och barnvisor” baserade på ”autentiska hebreiska melodier”, samt ”kärlekssånger, böner, psalmer och dikter” från jemenitiska, persiska och ladino-traditioner, ackompanjerade av en 35-mannaorkester.

## Musikalisk repertoar

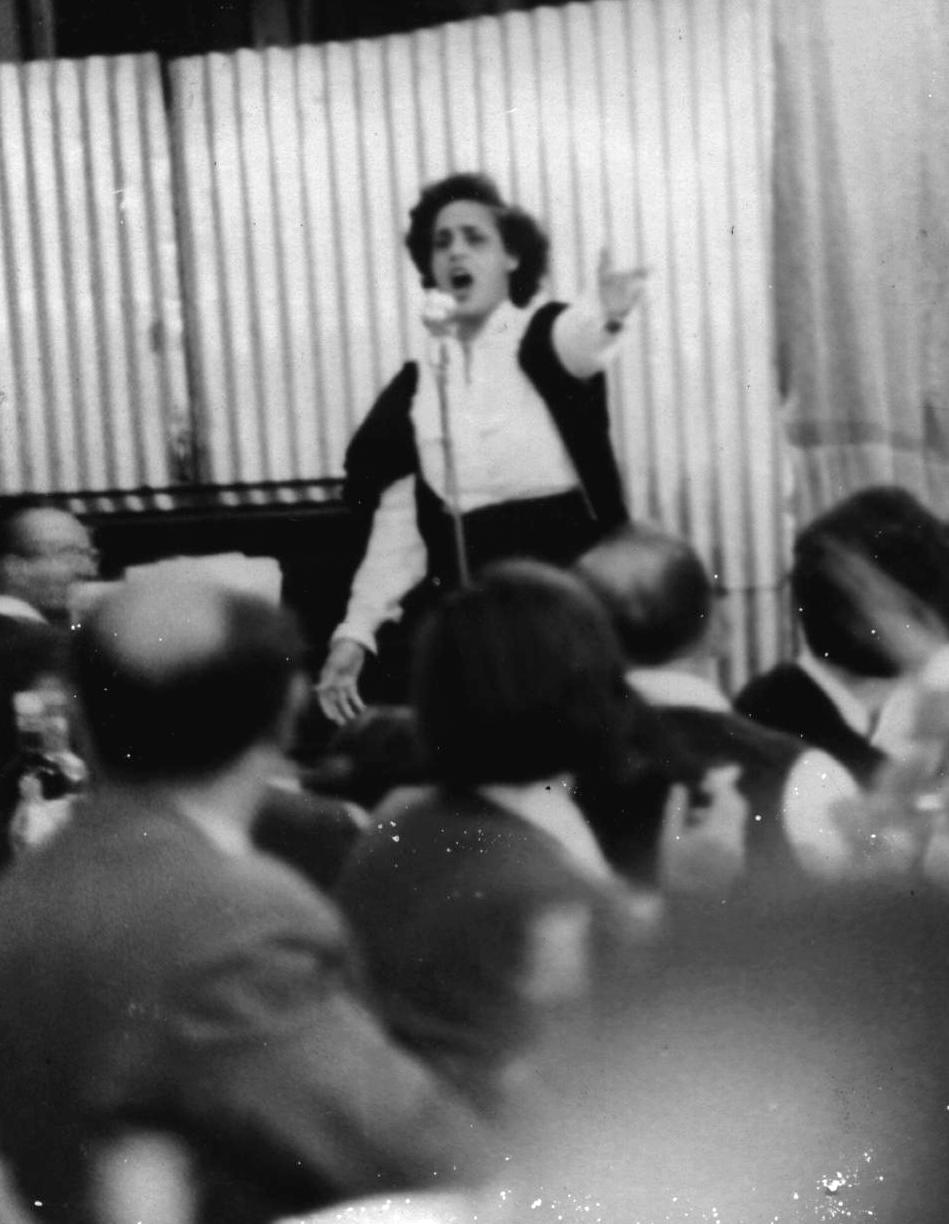
Zefira sjunger vid en påsksedder i Gan Shmuel, 1958

Zefira uppskattade själv att hennes repertoar omfattade över 400 sånger. Bland dessa fanns jemenitiska, bukhariska, persiska, ladino- och nordafrikansk-judiska folksånger, liksom arabiska och beduinska visor och melodier. Genom att sprida dessa sånger till en bredare publik bidrog hon till att flera etniska melodier senare anpassades till hebreiskspråkiga sånger.

## Musikalisk stil
Zefiras röstläge var alt, och betonade ett traditionellt jemenitiskt uttal, där hon tydligt artikulerade de gutturala konsonanterna ḥet och ʿajin i varje sång.
Hennes sceniska stil var också mycket uppmärksammad. Hon uppträdde i färgstarka kläder och smycken inspirerade av jemenitisk tradition, och sjöng barfota. Denna klädstil väckte associationer till “myten om den orientaliska kvinnan”. Zefira förstärkte sina framträdanden med uttrycksfulla handgester. År 1949 skapade den brittisk-amerikanske skulptören Sir Jacob Epstein en bronsavgjutning av hennes hand i en sådan dramatisk gest.

## Senare i livet
Zefiras popularitet i Israel började minska under 1950-talet, möjligen på grund av publikens missnöje med att hon föredrog konstmusik framför hebreisk sång. År 1959 uppgav hon att en olycka hade orsakat en permanent skada på hennes stämband, även om hon fortsatte att ibland uppträda för mindre publik. Under 1960-talet studerade hon teckning i Israel och abstrakt måleri i Paris, och ordnade ett antal vernissager. Hennes sista konsert hölls i mitten av 1970-talet på Tel Aviv Museum of Art.
Zefira gav ut sin självbiografi Kolot Rabim (“Många röster”) år 1978. I boken beskriver hon ”de orientaliska judarnas folksånger i Israel, samt sånger från beduiner och jordbrukare, som påverkade Israels musik under 1920- och 1930-talen”. År 1989 gav hon även ut en inspelning med egna dikter.

## Priser och utmärkelser

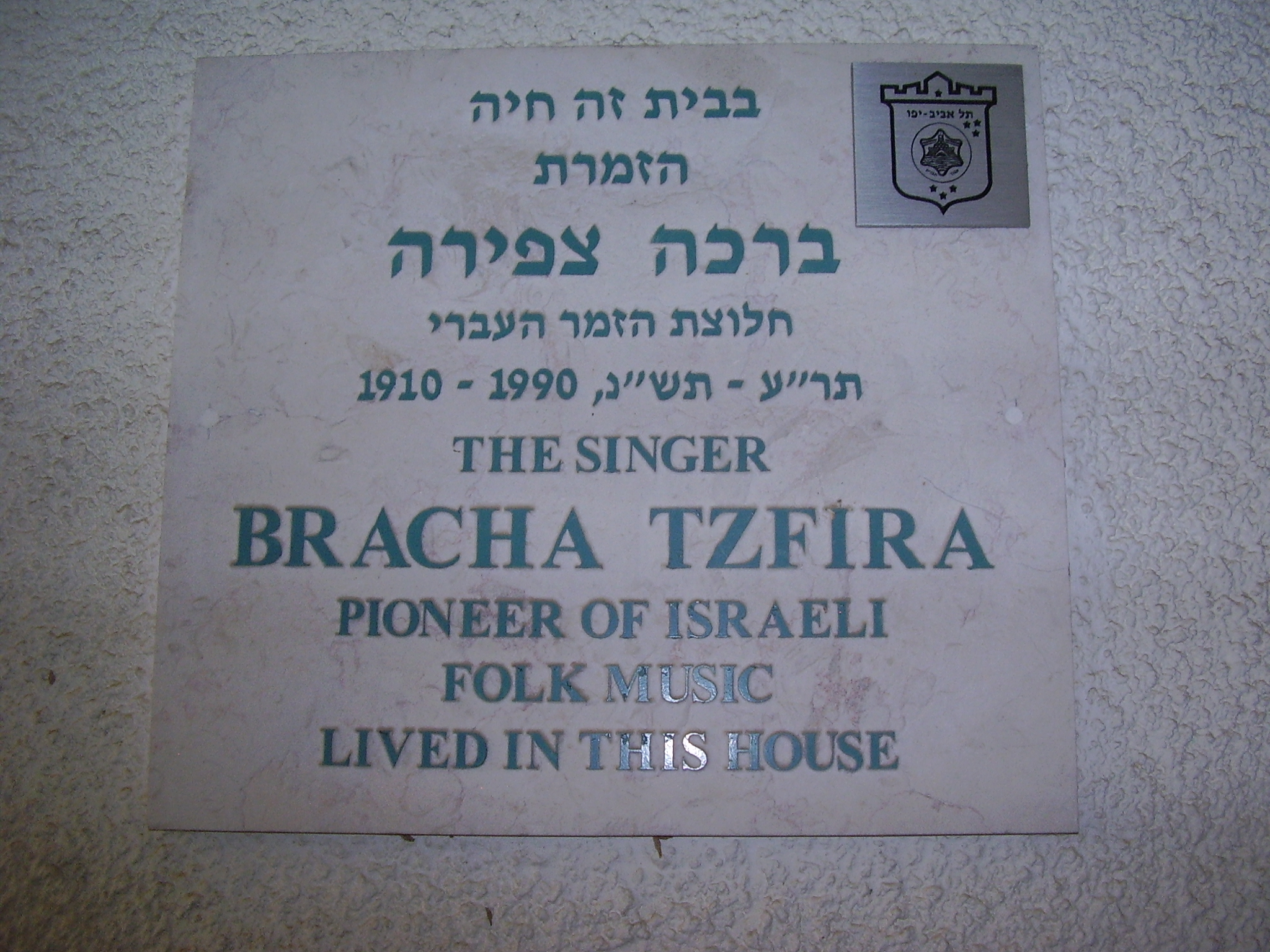
Minnesplakett i Tel Aviv

År 1966 tilldelades Zefira Engelpriset för att under en tre decennier lång karriär ha introducerat österländska melodier i israelisk musik, symfonier och folksånger.
Israels filatelistförbund gav ut ett frimärke till hennes ära år 2012. Gator i både Jerusalem och Beersheba har uppkallats efter henne, och Tel Avivs kommun satte upp en minnesplakett till hennes minne år 2008.

## Musikaliskt arv
Zefiras framgång i att förena österländska melodier med västerländska harmonier påverkade de europeiska tonsättare hon samarbetade med, däribland Nahum Nardi och Paul Ben-Haim. Andra mellanösternjudiska sångerskor som inspirerades av Zefira att studera europeisk sångteknik var bland andra Naomi Tsuri och Hana Aharoni.

## Privatliv

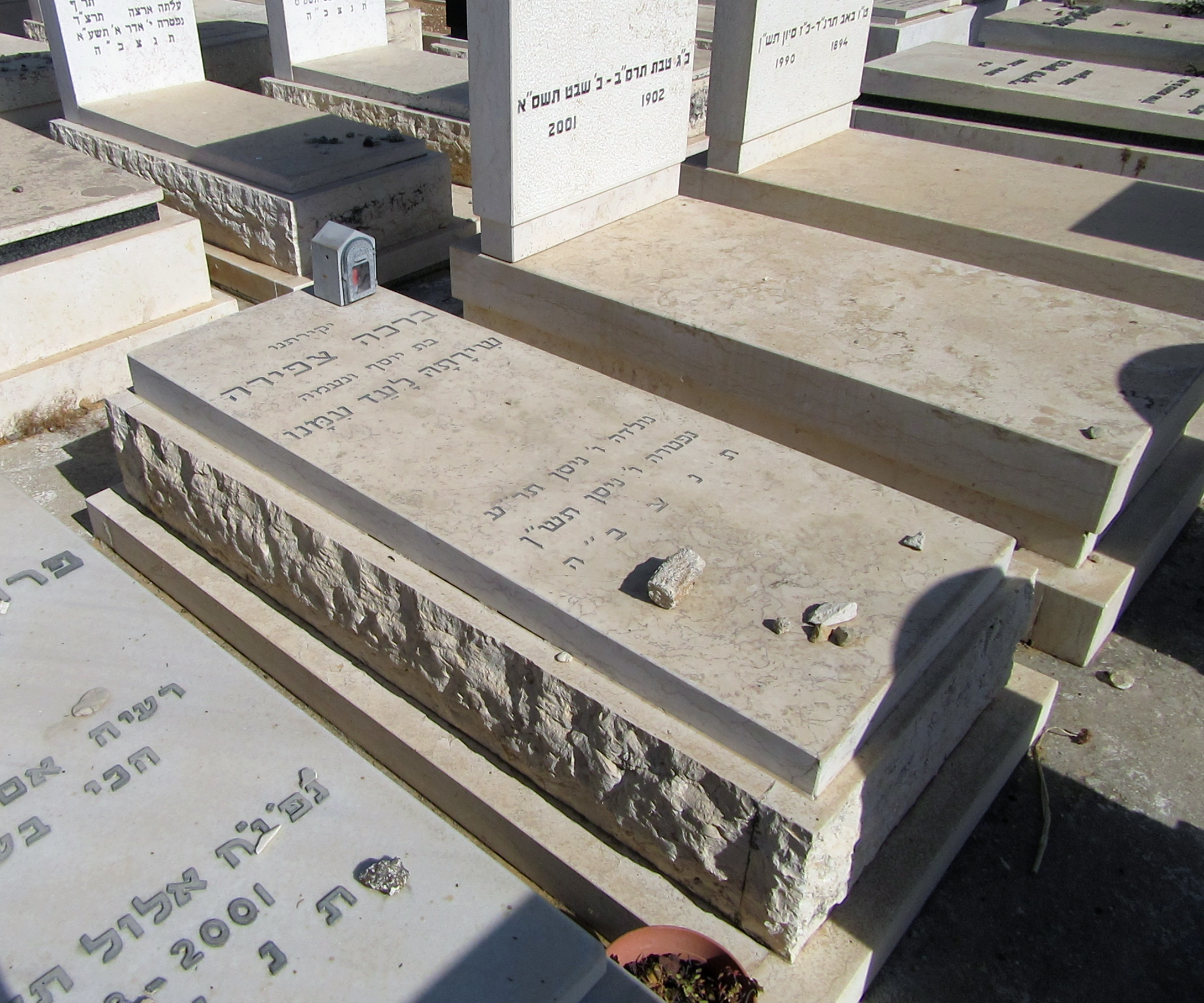
Bracha Zefiras grav (2:a från vänster)

Zefiras första äktenskap, med maken pianisten Nahum Nardi (1897–1984), varade mellan 1931 till 1939. Tillsammans fick de dottern Na'amah Nardi (1932–1989), som även hon blev sångerska och uppträdde bland annat på La Scala i Milano. År 1940 gifte sig Zefira med Ben-Ami Zilber, violinist i Palestine Symphony Orchestra. De förblev gifta fram till hans död 1984. Deras son, Ariel Zilber (född 1943), kom att bli en välkänd israelisk sångare och låtskrivare.
Bracha Zefira dog den 1 april 1990 och begravdes på Kiryat Shauls kyrkogård i Tel Aviv. Hennes bortgång uppmärksammades inte i medierna, och endast ett fåtal personer deltog vid begravningen.